# Polemograptis chrysodesma
Polemograptis chrysodesma är en fjärilsart som beskrevs av Diakonoff 1952. Polemograptis chrysodesma ingår i släktet Polemograptis och familjen vecklare. Inga underarter finns listade i Catalogue of Life.